# Миксер
Миксерът е домакински уред, патентован през далечната 1856 г. Използва се за смесване и разбиване на различни продукти. Миксерите се делят на два вида:
- ръчен миксер
- планетарен миксер

## Видове

### Ръчният миксер
Този вид миксер се използва най-широко, присъства в почти всяко едно домакинство и има широко приложение от смесване продукти до месене на тесто, характеризира се с малки габаритни размери и тегло подходящ за ръчно използване.
Почти всички ръчни миксери имат бъркалки за леки смеси, представляващи метална ос с перки, позволяващи завихряне на смесите при контакт с тях. Често са включени и бъркалки за тесто, които представляват ос със спираловидно завит и обърнат край – те се използват при месене на различни видове теста.

### Планетарен миксер
Планетарните миксери се използват предимно в промишлеността, но също и в домакинството. Те се различават от ръчните по това, че бъркалките им извършват въртеливо движение около две оси едновременно, веднъж около собствената си ос и веднъж около централна ос, асиметрично изместени от нея, точно както планетите се въртят около слънцето и от там името планетарен миксер.
Те се характеризират с по-добри производствени параметри. Освен добавянето на продуктите не се изисква друга намеса от оператора на машината. Много често са с по-висока мощност от ръчните миксери и почти винаги са значително по-скъпи.